# Vectoscopi

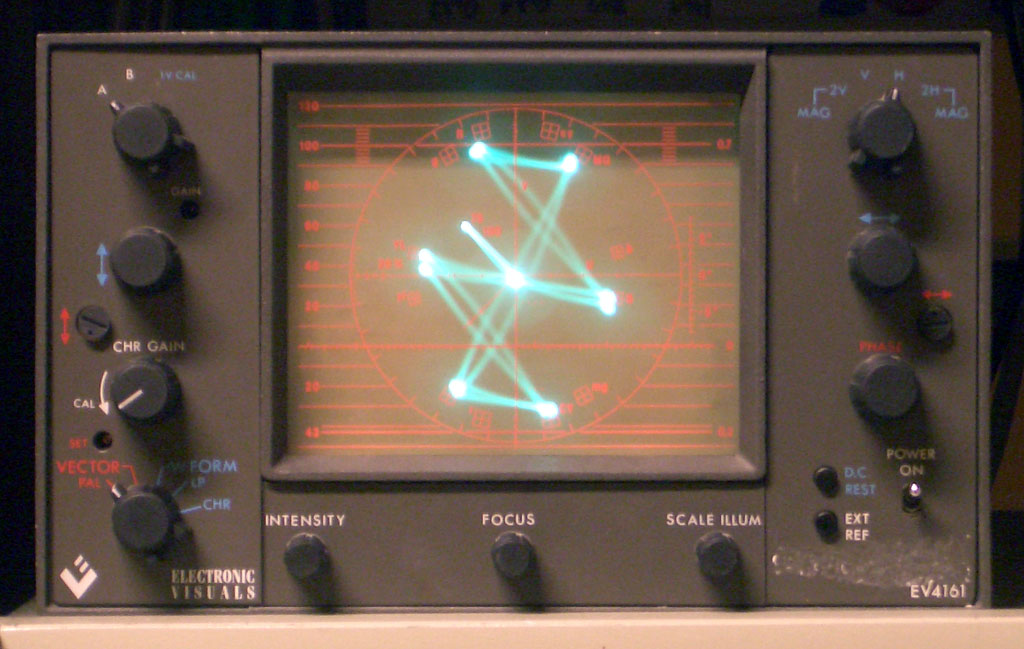
Vectorscopi.

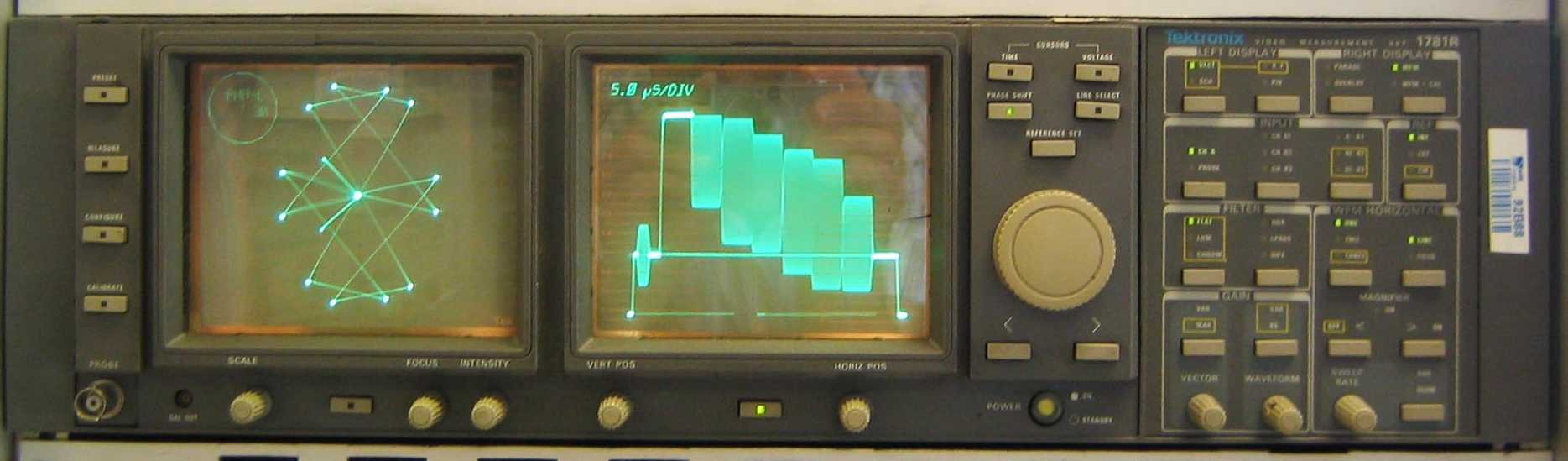
Barres de color EBU vistes en un MFO i un vectoscopi

Un vectoscopi és un instrument de mesura utilitzat en televisió per veure i mesurar la component de color del senyal de vídeo. El monitor vectorscopi és en realitat un oscil·loscopi especialitzat en la representació de la part de crominància del senyal de vídeo. La crominància, o senyal de color, és la part del senyal de vídeo en què es codifica la informació de color. Aquesta informació té dos paràmetres, un és la quantitat de color, o saturació i un altre és el tipus del color, o tint ( hue  en anglès). Tant en el sistema PAL com l'NTSC aquests dos paràmetres es codifiquen sobre un mateix senyal mitjançant una modulació en quadratura. Aquest senyal rep el nom de portadora de color i es modula en amplitud amb a informació de la saturació i en fase amb la informació del tint. El resultat és un vector que té per mòdul la saturació i per argument el tint (és a dir el tipus de color, vermell, groc ...) Per a la seva representació s'utilitza el vectorscopi, que ve a ser un oscil·loscopi treballant en representació X - Y (és a dir sense base de temps). El senyal s'aplica al canal vertical i a l'horitzontal s'hi aplica el senyal de diferència de color. El resultat és una sèrie de vectors que tenen com a origen el centre de la pantalla i on el seu mòdul coincideix amb la saturació i l'argument amb el tint del senyal aplicat.
La caràtula d'aquest instrument ve marcada normalment amb unes caselles per a la ubicació dels vectors corresponents al senyal de barres de color. Aquestes caselles són de dos mides diferents corresponent, el més petit, a una tolerància del 5% i el més gran a una del 10%. També està representat el sincronisme de color per als dos estàndards de barres més comunes, del 75% i del 100%.

El vectoscopi sol tenir canals d'entrada i una sèrie de funcions per a la sincronització de la croma, bé amb si mateixa o amb un senyal de referència.
És normal que l'instrument inclogui una sèrie de funcions i característiques que serveixen per a realitzar una sèrie de mesures estàndard sobre el senyal de vídeo com el guany diferencial i la fase diferencial.
És corrent trobar aquest instrument en combinació amb el monitor forma d'ona.
Senyal de televisió. La seva base de temps està dissenyada per adaptar-se als temps típics d'aquest senyal i veure les parts d'interès del senyal d'una forma fàcil i senzilla.